# Aliança Anticomunista Brasileira
A Aliança Anticomunista Brasileira (AAB) foi uma organização terrorista de extrema-direita que atuou durante a ditadura militar no Brasil.
Foi fundada no Recife, em Pernambuco, mas suas principais atividades ocorreram na Região Sudeste do Brasil.

## Origem
No começo da década de 1960 surgiram no Brasil os primeiros grupos civis-militares anticomunistas que utilizavam de táticas violentas, sendo principais o Movimento Anticomunista (MAC) e o Comando de Caça aos Comunistas (CCC). Estes grupos praticavam, ainda no governo de João Goulart, atos de terrorismo que se estenderam até o início dos anos 1970. Em um primeiro momento, o foco destes grupos se deu em barrar o avanço da esquerda no Brasil, em período da Guerra Fria em que era difundido o medo do comunismo. Após o Golpe de 64, o foco passou a ser a formação de "comunidades de segurança" onde civis e militares pertencentes aos orgãos oficiais de inteligência e repressão se dividiram em diversos grupos paramilitares, entre eles a AAB, para identificar, perseguir e torturar opositores ao regime. A AAB teve como inspiração para o seu nome o esquadrão da morte argentino Triple A.

## Atentados e sequestro
A Aliança Anticomunista Brasileira objetivava amedrontar a imprensa, instituições e pessoas que eles achavam ser oposição ao governo. Entre vários ataques de menor potencial, como a explosão de bancas de revistas, as principais ações do grupo ocorreram no ano de 1976. Estes atentados ficaram impunes com a anistia, anos depois, mesmo que as investigações de época concluíssem a autoria dos atentados. A AAB fazia questão de reivindicar sua ações com panfletos deixados nos locais dos atentados, na grande maioria das vezes, como o manifesto deixado na Associação Brasileira de Imprensa:
| “ | A Associação Brasileira de Imprensa (ABI), totalmente dominada pelos comunistas, foi escolhida para esta primeira advertência. De agora em diante, tomem cuidado, seus ‘lacaios de Moscou’. Não daremos trégua. Já que as autoridades recolhem-se covardemente, nós passaremos a agir | ” |

### Associação Brasileira de Imprensa
Em 19 de agosto de 1976, AAB realizou um atentado na Associação Brasileira de Imprensa (ABI), quando acionaram explosivos no sétimo andar do prédio da ABI.  O artefato foi colocado na caixa de inspeção da coluna dágua e detonado as 10h 15 mim. O episódio só resultou em danos matérias e nenhum funcionário do ABI ficou ferido.

### Ordem dos Advogados do Brasil
No mesmo dia do atentado da Associação Brasileira de Imprensa, 19 de agosto de 1976, a AAB colocou explosivos na sede da seção carioca da Ordem dos Advogados do Brasil. Mas diferente da ABI, que explodiu, na OAB os dispositivos foram achados no quadro de energia elétrica do prédio e desativados, desarticulando o plano dos terroristas.

### Roberto Marinho
Na noite de 22 de setembro de 1976, o AAB realizou um atentado na residência do jornalista Roberto Marinho, quando jogaram um artefato explosivo em sua moradia. O explosivo foi detonado no telhado da residência, ocasionando apenas danos matérias, sem vítimas.

### Centro Brasileiro de Análise e Planejamento
Em setembro de 1976, a sede do Centro Brasileiro de Análise e Planejamento em São Paulo, sofreu danos após artefatos explosivos serem denotados no imóvel. Sem vítimas, as investigações concluíram que a ação foi realizada pela AAB.

### Sequestro
Acusado de ser comunista pela AAB, dom Adriano Hipólito, bispo de Nova Iguaçu no Rio de Janeiro, foi sequestrado em 22 de setembro de 1976 por sua forte oposição a ditadura militar brasileira e a sua intensa campanha contra o Esquadrão da Morte deste período. Depois de ser espancado, foi abandonado numa estrada, nu e pintado de vermelho. O carro em que o bispo foi sequestrado, foi levado para a frente da sede da CNBB do Rio de Janeiro e explodido.